# Articolo 31
Articolo 31 ist ein italienisches Hip-Hop-Duo, das 1990 gegründet wurde.

## Bandgeschichte
J-Ax (alias Alessandro Aleotti) und DJ Jad (alias Luca Perrini) lernten sich bei einer Party in Mailand kennen. Im selben Jahr noch beschlossen sie, eine Gruppe zu gründen. Anfangs wollten sie sich Articolo 41 nennen, was in Italien die gesetzliche Grundlage ist, nach der man aufgrund eines „Nervensyndroms“ vom italienischen Militärdienst befreit werden kann. Ein italienischer Professor riet ihnen jedoch, den Namen Articolo 31 zu nutzen, der in der irischen Verfassung die Redefreiheit der Medien regele. Eine Referenz hierauf findet sich im (gesprochenen) Intro des Albums Strade di Città. Allerdings ist festzuhalten, dass Art. 31 der irischen Verfassung keineswegs Presse- oder Medienfreiheit zum Inhalt hat, sondern Struktur und Rechte des Staatsrats. Möglicherweise handelt es sich stattdessen um eine Anspielung auf den Art. 31 des irischen Broadcasting Authority Acts von 1960, welcher zu diesem Zeitpunkt eine rechtliche Grundlage für staatliche Medienzensur darstellte.

### Anfänge und Erfolge der Band
Mit ihrer Single Tocca qui aus dem Album Strade di Città gelang es ihnen als erster italienischer Hip-Hop-Band, in den italienischen Charts zu landen. Strade di Città gilt als eines der ersten Hip-Hop-Alben Italiens. Im Anschluss gründeten sie die Crew Spaghetti Funk. Ihr zweites Album Mesa di Vesperi markierte ihren endgültigen Durchbruch.
1996 kam ihr Album Così com’é heraus, das ebenso wie das Vorgängeralbum von Franco Godi produziert wurde. Die Platte wurde ein großer Erfolg und Articolo 31 zu einem festen Bestandteil der italienischen Musikszene. Così com’é wurde auch in der Schweiz und in Deutschland mit respektablem Erfolg veröffentlicht, worauf sich eine von 1996 bis 1997 dauernde Tournee anschloss.
1999 wurde das Album Xché sì unter der Beteiligung von Künstlern wie Kurtis Blow, Carmelo Saez Mendoza, Paolo Brera und Gemelli Diversi aufgenommen.
Mit ihrem Film Senza Filtro, der 2001 entstand, beschreiben sie Schwierigkeiten der italienischen Jugendlichen in Großstädten wie etwa Drogenkonsum.
In ihrem sechsten Album Domani Smetto bekam ihre Musik einen neuen Sound, der Elemente aus Rock, Pop und Punk zu dem Rap hinzufügte. Dank dieses Albums wurde die Band so bekannt, dass sie regelmäßig bei TRL eingeladen wurde. 2003 erschien ihr bis jetzt letztes Studioalbum Italiano Medio, das wie das vorhergegangene Album Pop, Rock und Rap-Elemente verbindet. Im selben Jahr erschien außerdem das erste Live-Album La Riconquista Del Forum: Live.

### Auszeit und Solokarriere
2005 gaben die Mitglieder der Band bekannt, eine Pause einzulegen, um sich auf ihre Solokarrieren zu konzentrieren. DJ Jad ist weiter als DJ tätig und hat 2006 sein Album Milano – New York veröffentlicht. J Ax hat am 1. Oktober 2006 sein Album Di sana pianta auf dem Markt gebracht.

### Reunion
Ab 2018 traten J-Ax und DJ Jad wieder gemeinsam unter dem Namen Articolo 31 auf. Schließlich nahm das Duo am Sanremo-Festival 2023 mit dem Lied Un bel viaggio teil.

## Filmografie
- 2001: Senza filtro (Regie: Mimmo Raimondi) (Dokumentarfilm)
- 2004: Natale a casa Deejay (Regie: Lorenzo Bassano) (Filmkomödie)

## Diskografie

### Studioalben
| Jahr | Titel Musiklabel                        | Höchstplatzierung, Gesamtwochen, AuszeichnungChartplatzierungen (Jahr, Titel, Musiklabel, Platzierungen, Wochen, Auszeichnungen, Anmerkungen) | Höchstplatzierung, Gesamtwochen, AuszeichnungChartplatzierungen (Jahr, Titel, Musiklabel, Platzierungen, Wochen, Auszeichnungen, Anmerkungen) | Anmerkungen                                               |
| Jahr | Titel Musiklabel                        | IT | CH | Anmerkungen                                               |
| ---- | --------------------------------------- | --- | --- | --------------------------------------------------------- |
| 1993 | Strade di cittá Crime Squad/Best Sound  | — | — |                                                           |
| 1994 | Messa di vespiri Crime Squad/Best Sound | IT26 (15 Wo.)IT | — | Erstveröffentlichung: 25. Februar 1994                    |
| 1996 | Così com’è Crime Squad/Best Sound       | IT2 Gold · (55 Wo.)IT | CH19 (11 Wo.)CH | Erstveröffentlichung: 14. März 1996 Verkäufe: + 25.000    |
| 1998 | Nessuno Best Sound                      | IT2 (17 Wo.)IT | CH27 (5 Wo.)CH | Erstveröffentlichung: 7. März 1998                        |
| 1999 | Xché sì! Best Sound                     | IT23 (22 Wo.)IT | CH74 (10 Wo.)CH | Erstveröffentlichung: 20. Dezember 1999                   |
| 2002 | Domani smetto Best Sound                | IT1 Platin · (48 Wo.)IT | CH50 (8 Wo.)CH | Erstveröffentlichung: 21. März 2002 Verkäufe: + 50.000    |
| 2003 | Italiano medio Best Sound               | IT3 Gold · (46 Wo.)IT | CH63 (1 Wo.)CH | Erstveröffentlichung: 7. November 2003 Verkäufe: + 25.000 |
| 2024 | Protomaranza Best Sound                 | IT2 (15 Wo.)IT | — | Erstveröffentlichung: 10. Mai 2024                        |

### Livealben
| Jahr | Titel Musiklabel                    | Höchstplatzierung, Gesamtwochen, AuszeichnungChartplatzierungen (Jahr, Titel, Musiklabel, Platzierungen, Wochen, Auszeichnungen, Anmerkungen) | Höchstplatzierung, Gesamtwochen, AuszeichnungChartplatzierungen (Jahr, Titel, Musiklabel, Platzierungen, Wochen, Auszeichnungen, Anmerkungen) | Anmerkungen                             |
| Jahr | Titel Musiklabel                    | IT | CH | Anmerkungen                             |
| ---- | ----------------------------------- | --- | --- | --------------------------------------- |
| 2004 | La riconquista del forum Best Sound | IT12 (14 Wo.)IT | — | Erstveröffentlichung: 12. November 2004 |

### Kompilationen
| Jahr | Titel Musiklabel         | Höchstplatzierung, Gesamtwochen, AuszeichnungChartplatzierungen (Jahr, Titel, Musiklabel, Platzierungen, Wochen, Auszeichnungen, Anmerkungen) | Höchstplatzierung, Gesamtwochen, AuszeichnungChartplatzierungen (Jahr, Titel, Musiklabel, Platzierungen, Wochen, Auszeichnungen, Anmerkungen) | Anmerkungen                                                |
| Jahr | Titel Musiklabel         | IT | CH | Anmerkungen                                                |
| ---- | ------------------------ | --- | --- | ---------------------------------------------------------- |
| 2000 | Greatest Hits Best Sound | IT14 Gold · (17 Wo.)IT | CH77 (3 Wo.)CH | Erstveröffentlichung: 12. November 2004 Verkäufe: + 25.000 |
| 2013 | Un’ora con… Best Sound   | — | — | Erstveröffentlichung: 23. Juli 2013                        |

### Singles
| Jahr | Titel Album                        | Höchstplatzierung, Gesamtwochen, AuszeichnungChartplatzierungen (Jahr, Titel, Album, Platzierungen, Wochen, Auszeichnungen, Anmerkungen) | Höchstplatzierung, Gesamtwochen, AuszeichnungChartplatzierungen (Jahr, Titel, Album, Platzierungen, Wochen, Auszeichnungen, Anmerkungen) | Anmerkungen                                                                                     |
| Jahr | Titel Album                        | IT | CH | Anmerkungen                                                                                     |
| --- | ---------------------------------- | --- | --- | ----------------------------------------------------------------------------------------------- |
| 1996 | Tranqi Funky Così com’è            | IT10 Gold · (17 Wo.)IT | — | Verkäufe: + 25.000                                                                              |
| 1996 | Il Funkytarro Così com’è           | IT22 (2 Wo.)IT | — |                                                                                                 |
| 1997 | Così e cosà Così com’è             | IT9 (1 Wo.)IT | — | Platz 8 (3 Wochen) in den M&D-Charts                                                            |
| 1998 | La fidanzata Nessuno               | — | — | Erstveröffentlichung: 20. April 1998 Platz 15 (3 Wochen) in den M&D-Charts                      |
| 2003 | La mia ragazza mena Italiano medio | IT3 Gold · (20 Wo.)IT | — | Verkäufe: + 25.000                                                                              |
| 2023 | Un bel viaggio –                   | IT19 Gold · (9 Wo.)IT | — | Erstveröffentlichung: 9. Februar 2023 Verkäufe: + 50.000; Beitrag für das Sanremo-Festival 2023 |
| 2023 | Disco Paradise –                   | IT3 ×5Fünffachplatin · (49 Wo.)IT | CH88 (2 Wo.)CH | Erstveröffentlichung: 25. Mai 2023 Verkäufe: + 500.000; mit Fedez & Annalisa                    |
| 2023 | Classico –                         | IT90 (1 Wo.)IT | — | Erstveröffentlichung: 27. Oktober 2023                                                          |
| Folgende Lieder erschienen nicht als Single, wurden aber durch das Album zum Download und Streaming bereitgestellt und konnten somit eine Platzierung erlangen: |                                    | | |                                                                                                 |
| |                                    | | |                                                                                                 |
| 2024 | Scusi maestra Protomaranza         | IT63 (1 Wo.)IT | — | feat. Tedua                                                                                     |
| 2024 | Peyote Protomaranza                | IT58 Gold · (15 Wo.)IT | — | Verkäufe: + 50.000; feat. Fabri Fibra & Rocco Hunt                                              |

Weitere Singles
- 1992: Nato per rappare / 6 quello che 6
- 1993: Tocca qui
- 1993: Ti sto parlando
- 1993: È Natale (ma io non ci sto dentro)
- 1994: Voglio una lurida
- 1994: Un’altra cosa che ho perso / Mr. gilet di pelle
- 1994: Ohi Maria
- 1994: Il mio fuoco
- 1994: Mollami (feat. Extrema)
- 1996: 2030
- 1997: Domani – IT: Platin (50.000+)
- 1998: Aria
- 1998: Venerdì
- 1998: Vai bello (feat. Extrema)
- 1999: Senza regole
- 1999: Guapa loca
- 2000: Volume
- 2002: Domani smetto – IT: Platin (50.000+)
- 2002: Spirale ovale – IT: Platin (50.000+)
- 2002: Non è un film
- 2002: Pere
- 2002: Gente che spera – IT: Platin (50.000+)
- 2004: L’italiano medio
- 2004: Senza dubbio
- 2004: I consigli di un pirla
- 2004: Bestie mutanti
- 2005: Nato sbagliato

### Videoalben
- 1997: Così come siamo (VHS)
- 1998: Articolo 31 Live – Così com’è tour 96/97 (VHS)
- 2005: La riconquista del forum (CD+DVD)

## Auszeichnungen für Musikverkäufe
| Goldene Schallplatte - Polen - 2024: für die Single Disco Paradise |

Anmerkung: Auszeichnungen in Ländern aus den Charttabellen bzw. Chartboxen sind in ebendiesen zu finden.
| Land/RegionAuszeichnungen für Musikverkäufe (Land/Region, Auszeichnungen, Verkäufe, Quellen) | Gold     | Platin       | Verkäufe | Quellen |
| -------------------------------------------------------------------------------------------- | -------- | ------------ | -------- | ------- |
| Italien (FIMI)                                                                               | 7× Gold7 | 10× Platin10 | 975.000  | fimi.it |
| Polen (ZPAV)                                                                                 | Gold1    | —            | 25.000   | olis.pl |
| Insgesamt                                                                                    | 8× Gold8 | 10× Platin10 |          |         |